# キングスブリッジ・ロード駅 (INDコンコース線)
キングスブリッジ・ロード駅 (Kingsbridge Road) はブロンクス区フォーダムとキングスブリッジ・ハイツの境界にあたるグランド・コンコースとキングスブリッジ・ロードの交差点に位置するニューヨーク市地下鉄INDコンコース線の駅である。B系統がラッシュ時のみ、D系統が終日停車する。

## 駅構造
| G           | 地上階                                   | 出入口 |
| B1          | 上層改札階 196丁目接続                   | 改札口 （ADA未対応） |
| B2 ホーム階 | 北行緩行線                               | ← ラッシュ時のみ：ベッドフォード・パーク・ブールバード駅行き（終点） ← ラッシュ時以外：ノーウッド-205丁目駅行き（ベッドフォード・パーク・ブールバード駅）                                                        |
| B2 ホーム階 | 島式ホーム、到着番線に応じた側の扉が開く | |
| B2 ホーム階 | 急行線                                   | ← ラッシュ時一部列車：当駅止まり ← 夕ラッシュ時：ノーウッド-205丁目駅行き（ベッドフォード・パーク・ブールバード駅） → 朝ラッシュ時：コニー・アイランド-スティルウェル・アベニュー駅行き（フォーダム・ロード駅）→ |
| B2 ホーム階 | 島式ホーム、到着番線に応じた側の扉が開く | |
| B2 ホーム階 | 南行緩行線                               | → ラッシュ時のみ：ブライトン・ビーチ駅行き（フォーダム・ロード駅）→ ラッシュ時以外：コニー・アイランド-スティルウェル・アベニュー駅行き（フォーダム・ロード駅）→                                                 |
| B3          | 下層改札階 キングスブリッジ・ロード接続  | 改札口、駅員詰所、メトロカード自動券売機キングスブリッジ・ロード横断地下通路 (エレベーター、グランド・コンコースとキングスブリッジ・ロード交差点北東)                                                            |

駅は緩行線2本と急行線1本、島式ホームを持った2面3線の地下駅である。ホーム壁面のタイルのラインの色はマリンブルーとなっている。また、キングスブリッジ・ロードへ接続する改札口へと向かうホーム北端の階段付近には白い壁が立っているがこれらがなぜ設置されたかは明らかとなっていない。
この駅はキングスブリッジ・ロードへと接続する改札階を使用するルートに限りADAに準拠しており各ホームからエレベーターで改札階へ降り、その後またエレベーターを利用しグランド・コンコースとキングスブリッジ・ロードの交差点北東へ出ることができる。エレベーターは2014年12月に運転が開始された。なお、196丁目側の出入口は引き続きADA非準拠である。

### 出入口
駅にはホームの上およびホームの下の2ヶ所に改札階があり、それぞれに改札口もある。駅北端には一部時間帯のみ開いている無人改札口があり、こちらは196丁目へと出ることができる。なお、こちらの改札口はホームの上の改札階にあり、各ホームからそれぞれ階段が1つずつ接続している。
終日開いており、駅員室やきっぷ売り場のある改札口は反対の南端にありキングスブリッジ・ロードへ出ることができるほか、地下通路へと向かうことも可能である。こちらの改札口はホーム下の改札階にあり、各ホームから階段が3つ接続している。
- 階段1つ、エレベーター1機、グランド・コンコースとキングスブリッジ・ロードの交差点北東[5]。
- 階段1つ、グランド・コンコースとキングスブリッジ・ロードの交差点北西[5]。
- 階段1つ、グランド・コンコースとキングスブリッジ・ロードの交差点南東[5]。
- 階段1つ、グランド・コンコースとキングスブリッジ・ロードの交差点南西[5]。
- 階段1つ、グランド・コンコースと東196丁目の交差点北西[5]。
- 階段1つ、グランド・コンコースと東196丁目の交差点南東[5]。